# 金解禁
金解禁（きんかいきん）、あるいは、金輸出解禁（きんゆしゅつかいきん）とは、金貨及び金地金の輸出許可制を廃止して金本位制に復帰すること。あるいは、流通貨幣（略称：通貨）の発行国が、本位貨幣（正貨）に戻ること。
日本においては、1930年（昭和5年）に濱口内閣によって行われた金解禁を指し、それに加えて翌年の犬養内閣による金輸出（再）禁止に至る一連の経済政策をまとめて指すこともある。日本においては新貨条例制定前から、伊藤博文や吉田清成といった金本位制を主張する勢力がくすぶっていた。当時のお雇い外国人や今日の研究は、世界的潮流であった銀本位制の方がイギリスほど豊かでなかった国情に相応しかったと考えている。
本項においては金解禁停止（金輸出禁止）のきっかけとなったドル買事件（ドル買問題）についても併せて解説する。

## 第一次世界大戦後の金解禁問題
| 国名                                                    | 14  | 15   | 16 | 17  | 18   | 19  | 20 | 21 | 22 | 23 | 24   | 25  | 26 | 27   | 28  | 29 | 30  |
| ------------------------------------------------------- | --- | ---- | -- | --- | ---- | --- | -- | -- | -- | -- | ---- | --- | -- | ---- | --- | -- | --- |
| （参照）第一次世界大戦                                  | 7月 |      |    |     | 11月 |     |    |    |    |    |      |     |    |      |     |    |     |
| イタリア王国                                            | 8月 |      |    |     |      |     |    |    |    |    |      |     |    | 12月 |     |    |     |
| フランス（第三共和政）                                  |     | 7月  |    |     |      |     |    |    |    |    |      |     |    |      | 6月 |    |     |
| ドイツ帝国（ - 1919年） / ヴァイマル共和国（1919年 - ） |     | 11月 |    |     |      |     |    |    |    |    | 10月 |     |    |      |     |    |     |
| アメリカ合衆国（48州）                                  |     |      |    | 9月 |      | 7月 |    |    |    |    |      |     |    |      |     |    |     |
| 大日本帝国                                              |     |      |    | 9月 |      |     |    |    |    |    |      |     |    |      |     |    | 1月 |
| グレートブリテン及びアイルランド連合王国                |     |      |    |     |      | 4月 |    |    |    |    |      | 4月 |    |      |     |    |     |

第一次世界大戦以前の主要国はほとんどが金本位制を取っており、兌換紙幣を自由に金に交換することが可能であった。ところが、大戦勃発後、金の国外流出が危惧されるようになり、1917年（大正6年）9月10日にアメリカが金への兌換の一時停止と輸出禁止を発表した。2日後の9月12日には日本政府も「金貨幣又ハ金地金輸出取締ニ関スル件」（大正6年大蔵省令第28号）を出して金輸出の許可制を導入した。だが、実際には許可が出されることはなく、事実上の輸出禁止となった。
これはあくまでも一時的な措置で、戦争が終われば直ちに解除される性質のものであった。事実、アメリカは2年後の大戦終結直後に金輸出を再開した。また、1922年（大正11年）4月10日から同年5月19日まで開催されたジェノア会議において、先進各国が一刻も早く金本位制へ復帰するように求める決議も出された。
だが、当時の日本の立憲政友会政権（原内閣・高橋内閣）は、国内に対する積極財政政策と北洋軍閥の北京政府支援のために大量の借款が必要となるという観測から金解禁を先送りした。この間、貿易収支は大幅な赤字となり、為替相場は当時の平価とされた100円＝49.875ドル（1ドル＝2.005円）を大幅に下回った。このため、高橋是清（大蔵大臣、後に内閣総理大臣を兼務）は、国外にある日本政府保有の金を売却してこれを戻そうと試みたが、それにも限界があった。そこで、高橋に替わって大蔵大臣となった市来乙彦（加藤友三郎内閣）は、金解禁を検討した。しかし、帝国議会で、立憲政友会は金解禁を時期尚早とし、対する憲政会は国際協調を重視して早期解禁を主張して対立した。さらに、1923年（大正12年）9月1日に発生した関東大震災とそれに伴う金融措置の必要から、金解禁は先延ばしにされた。震災は大幅な円安と過度な輸入を招いて、経済混乱に拍車をかけた。このような中で、1926年（大正15年）1月に成立した憲政会・第1次若槻内閣の大蔵大臣片岡直温は、金解禁の断行を公約として、その障害となる震災手形の処理を行おうとした。だが、この対応の拙さが1927年（昭和2年）の金融恐慌を招き、政権は再び政友会の田中義一内閣に移って積極財政路線が復活。為替相場は乱高下を繰り返したのである。

## 高まる金解禁要求
1928年（昭和3年）に入り、フランスが金解禁を行うと主要国でこれを行っていないのは日本のみとなり、内外からの批判を浴びた。また、為替相場の不安定ぶりに悩まされた金融界と貿易関係の業界からは、金解禁を行って為替相場を安定させることを望む声が上がり、10月22日東京・大阪の両手形交換所と東京商工会議所からは「金解禁即時断行決議」が政府に対して突きつけられた。さらに、1930年（昭和5年）に設立される国際決済銀行の出資国・国際連盟財政委員会構成国の要件に、金解禁の実施が盛り込まれたことにより、当時「五大国」と呼ばれた日本の威信にも関わる事態となった。当時の田中義一内閣の大蔵大臣三土忠造は、こうした状況から金解禁はいずれは避けられないと考えて、財務官津島寿一を欧米諸国に派遣した。金解禁に備えてクレジットの設定を依頼するためであった。これは次の契約内容で無事に設定された。
```
総額：アメリカ2500万ドル、イギリス500万ポンド
契約当事者：
日本側；
横浜正金銀行
（政府・
日銀
が支払い保証）
米国側；
モルガン商会
、
クーン・レーブ
、
ナショナル・シティー銀行
、
ファースト・ナショナル銀行

英国側；
ナショナル・ウエストミンスター銀行
、
ロスチャイルド
、
香港上海銀行
など
契約期間：金解禁省令公布（昭和4年11月21日付で
井上準之助
が交付した）の日より1年間
```

もっとも問題は、仮に金解禁を実施するとしても、その価値をいくらにするかであった。第一次世界大戦前の日本では、金2分（1/5匁・0.75g）を1円相当（前述の通り、1ドル＝2.005円）としていた。しかし、金輸出が禁じられてから10年以上を経て、内外の経済状況は大きく変化しており、実際の為替相場は、関東大震災時1923年（大正12年）の100円＝38ドル前後（1ドル＝2.630円前後）を最安値として、1928年（昭和3年）当時には100円＝44ドル前後（1ドル＝2.300円前後）となっていた。このため、金解禁時の平価の価値基準を禁止前の平価（旧平価、1ドル＝2.005円）のまま解禁するのか、それとも実体経済に合わせた平価にするために通貨価値を落とす（平価切下げ）のかが問題となった。
先のジェノア会議でも、平価をどうするのかが問題とされた。旧平価のままでの金解禁は、世界的に低調気味であった為替相場を異常に高騰させて輸出を不振に追い込み、国内には安い輸入品が入ってデフレーションが発生することは明らかであった。そのため、会議の決議には、金解禁を行う際に平価を見直すことが含まれていた。実際に、会議当時未解禁で会議後に金解禁を行った国々は、ほとんどが実態に合わせた平価切下げを実施していた。また、鉄鋼業などの重工業関係者の間には、デフレーションと外国製品の輸入価格の下落を恐れて、金解禁に反対する意見も上がっていた。
これに対して『東洋経済新報』の石橋湛山は高橋亀吉にグスタフ・カッセルの購買力平価説で説得され、金解禁自体には賛成するが、こうした危惧を払拭するために平価切下げを行った上で金解禁を行うべきであるとする「新平価解禁論」を唱えた。これには小汀利得・山崎靖純らが続いた。一方、大蔵省の津島財務官も、現状では平価切下げによる金解禁が妥当であると報告した。ところが、7月2日、田中義一内閣は、いわゆる「満州某重大事件」（張作霖爆殺事件）によって、金解禁を実施することなく崩壊した。

## 井上準之助と金解禁断行
1929年（昭和4年）7月、新しく成立したのは濱口雄幸を首班とする立憲民政党の濱口内閣である。新内閣の大蔵大臣には、元日本銀行総裁で元大蔵大臣（第2次山本内閣）の井上準之助が任命された。立憲民政党は「金解禁の断行」と「放漫財政の整理」を公約に掲げていたが、日銀総裁・大蔵大臣を歴任した井上にはその旗振り役が期待されたのである。井上は直ちに「旧平価による金解禁の実施」を主張して、その準備のために緊縮財政を実施の上で財政支出を抑え、為替相場を回復させることを表明したのである。
濱口や井上が金解禁や財政再建とともに重要視していたのは、産業の構造改革であった。明治時代以来の政府（官僚・軍部）と政商・財閥のもたれ合いの上に発達を遂げた日本の産業の国際競争力は、決して強いものとは言えなかった。特に、第1次世界大戦後の不況の長期化は、こうした日本経済の悪い体質にあると、濱口や井上は考えた。金解禁によるデフレと財政緊縮によって一時的に経済状況が悪化しても、問題企業の整理と経営合理化による国際競争力の向上は進み、金本位制が持つ通貨価値と為替相場の安定機能や国際収支の均衡機能が発揮されて、景気は確実に回復するはずであると考えたのである。
まず、井上は、前内閣が定めた昭和4年度当初予算の5%にあたる9,000万円のカットを行い（予算総額16億8千万円）、続いて昭和5年度予算も緊縮型予算（予算総額16億1千万円）とした。また、公務員給与の1割カットを提唱した（ただし、実行されず）。さらに、津島寿一を再度アメリカ・イギリスに派遣して、アメリカ・イギリスの銀行から1億円相当のクレジットの約束を取り付けた（11月19日横浜正金銀行）。また、日本銀行には公定歩合の引き上げを、横浜正金銀行には円為替への介入と外貨集積を指示した。これによって保有外貨が3億ドルに増加し、為替相場が48ドルまで戻った。これを見た濱口内閣は、同年11月21日、来年1930年（昭和5年）1月11日をもって旧平価による金解禁を実施することを発表した（大蔵省省令）。井上は金解禁の目的を「財界の安定」・「国民経済の根本的建直し」・「日本経済の世界経済への常道復帰」・「金本位制の擁護」・「日本の経済力の充実発展」の5点を掲げ、金解禁に伴う景気への悪影響を最小限に抑制するために国民に対して消費節約と国産品愛用を訴えた。
ところが、この少し前の1929年（昭和4年）10月24日、ニューヨーク株式市場（ウォール街）の株価大暴落が発生して、アメリカ経済は大混乱に陥っていた（「暗黒の木曜日」）。これが後の世界恐慌のきっかけになるが、当初日本国内ではその影響について意見がまちまちであった。これを見た「新平価論」を唱えていた石橋ら経済評論家やアメリカ経済の動向を危惧する三菱財閥の各務鎌吉らは、旧平価での金解禁に強く反対した。一方、三井財閥の池田成彬を中心とした金融界は、これ以上の金解禁の遅延は許されないとして金解禁を支持。井上も、工業国では10年に1度のペースで恐慌が発生していたことから、今回の恐慌を通常経済の範囲内の出来事と考えたために方針変更を行わなかった。
そして、1930年（昭和5年）1月11日、当初の予定通り「金2分＝1円＝0.49875ドル」（1ドル＝2.005円）の旧平価による金解禁が実施されたのである。

## 世界恐慌と日本経済の混乱
この1930年（昭和5年）に入ると、アメリカの恐慌が日本国内に影響を及ぼすようになった。折りしも濱口内閣は、金解禁に見合った為替相場を維持するためにデフレ政策を取っていたことから、金解禁から半年で日本の国内卸売物価は7%下落。また、対米為替相場は11.1%の円高、アメリカの国内卸売物価は2.3%下落していた。その結果、日本の国内市場は縮小し、輸出産業は円高によって国際競争力を失って不振に陥り、日本経済は二重の打撃を受けることになった。
濱口や井上は、アメリカが恐慌に陥っても世界経済の中心であるイギリス・ロンドンのシティが安定していれば、恐慌はじきに収まるものと判断して、翌昭和6年度予算ではさらに大幅な歳出削減によって、総額14億5千万円にまで歳出を削減することとした。これに対して政友会や産業界、一般国民からは、金輸出の再停止か平価切下げ、さらに景気対策を求める声が噴出した。しかし、濱口内閣の路線は金融界からは支持された上、元老西園寺公望も、政友会が田中義一内閣時代に行った対中国強硬路線が招いた国際関係の悪化に不快感を抱いており、当分は立憲民政党内閣を継続させて、対外信用の回復に努めるのが望ましいと判断し、これを黙認したのである。
アメリカは金ドル交換を停止していたことから、金解禁直前より投機筋の思惑買いによる円買いドル売りが行われ、解禁後の恐慌の深刻化に伴って貿易の決済資金確保のための需要が加わり、さらに金への兌換と正貨の海外移送が行われるようになった。このため、わずか半年間で2億3千万円もの金と正貨が国外に流れ、元から日本国外に保有していたものの流出分を加えると、2億8千5百万円もの金と正貨が失われてしまったのである。
これに対して井上は、同年7月31日に横浜正金銀行に対して、必要な場合に正貨の現送を認めることを条件として、顧客の請求に応じて無制限にドルを売って為替相場の維持を図る「為替統制売り」を命じたのである。
だが、日本国内では金解禁直後から銀価格の暴落が始まり、同年6月には生糸価格の暴落、同年10月には米価の暴落が続いた。このために企業の倒産・合理化が激増して大量の失業者が発生し、中小企業や農村は窮乏化した。さらに緊縮財政問題とも関連が強かったロンドン海軍軍縮条約締結を巡る統帥権干犯問題も絡んで軍部からも反感を買い、遂に同年11月14日に濱口首相が狙撃される事件も発生した。

## ドル買事件と金解禁の挫折
1931年（昭和6年）に入ると、長期にわたる低金利と取引先の破綻の影響で、経営危機に陥る中小銀行が相次いだ。大手銀行は余剰資金の投資先を求めて、「為替統制売り」を利用してドルを手に入れた上で外債などに投資を行い始めた。一方、同年4月、濱口首相が前年の狙撃で受けた傷の悪化によって政務を執り難くなり、立憲民政党総裁は若槻禮次郎に交替して、同年4月14日に第2次若槻内閣が発足した。ただ、井上は大蔵大臣に留任した。
同年5月8日、オーストリアのクレジットアンシュタルトが破綻、3日後に取引停止となった。同銀行はウィーンのロスチャイルド家の影響下にあった同国最大の銀行であり、ドイツ・イギリスの金融界とも密接な関係にあった。このため、ヨーロッパの金融市場は大混乱に陥った。日本の大手銀行は、ヨーロッパ市場における外貨調達に困難を感じるようになり、日本国内においてさらなる「為替統制売り」を利用したドル買いと海外支店への送金に走った。これを受けて、政府も為替相場の安定のために正貨の現送を強めた。この一連の動きは、為替相場を一気に円安に転じさせる大きな可能性を秘めていた。これに気づいた大手銀行や投機筋は、為替差益による利潤を狙った投機目的のためのドル買いを画策し始め、後にドル買事件（ドル買問題）と呼ばれる問題に発展していくことになる。
同年9月18日、柳条湖事件をきっかけに満州事変が勃発。さらに同年9月21日には、井上が一縷の望みを託していたイギリスも金輸出を禁止して金本位制から離脱した。井上財政の根幹である緊縮財政と金本位制維持の根拠が崩れたと見た大手銀行や投機筋は、一斉にドル買いに殺到した。このため、同年9月末までの10日間で2億4,700万円のドル為替が買われ、その結果、金解禁以来の正貨流出は6億5,000万円にも達した。その一方で、日本国内の正貨が急速に減少し、深刻なデフレの様相を見せ始めた。ドル買いの最大手は、アメリカ系のナショナルシティ銀行（現在のシティバンク）であり、36%を占めていた。これに、住友銀行（8.6%）、三井銀行（7.8%）、三菱銀行（7.2%）、三井物産（5.5%）が続いた。世論は、大手銀行が私利私欲のためにドル買占めを行って、金輸出再禁止に伴う為替相場下落を狙っていると非難した。
井上は、こうしたドル買いに加えて、満州事変勃発以後の中国における反日感情の高まりから日本通貨の信用が低下しているという情報を受け、同年10月5日と同年11月4日に、日本銀行に対して公定歩合の引き上げ（いずれも日歩2厘ずつ）を命じドル買い資金の調達を困難にすることで大手らの金塊漁りに対抗した。さらに同年10月15日には、貿易決済の立証できないドル買いを全面禁止したが、その頃にはなお2億6千万円以上のドル買いが行われて、1ヶ月で5億円以上の金が買い占められる結果に至った。井上は、一連のドル買いを三井銀行を中心とした大手銀行の「売国的行為」と非難した。
これに対して、三井銀行の池田成彬は「三井銀行がロンドンに保有している8,000万円もの金がイギリスの金輸出禁止によって本国への引き揚げを差し止められたため、その穴埋めのためにやむなく行った行為であり、その額も4,324万円相当に過ぎない。それに日本は正貨である金輸出を認めているのに、その正貨を使ってドル買いをして何が悪いのか」と反論した。マスコミは三井銀行の粉飾決算疑惑を取り上げて三井銀行を攻撃したが、その根拠は曖昧なものであった。にもかかわらず、国民や右翼・無産政党らの反感は高まった。同年10月17日には、陸軍青年将校と右翼による「十月事件」が摘発され、同年11月2日には赤松克麿と彼が率いる社会民衆党社会青年同盟員30名が三井銀行営業部に乱入する事件が起きた。さらに右翼や左翼による他銀行襲撃の噂も囁かれた。金融引き締めが効果を示しているとみた井上は、同年12月10日に歳末を理由に同年12月15日をもって年内のドル為替を一切停止すると声明したのである。大手銀行側はここにおいて、資金面でも心理面でも追い詰められることになった。
ところが、同年12月11日に、協力内閣（民政・政友連立政権）構想を進める一方で、金輸出禁止を唱えて井上と対立していた内務大臣安達謙蔵が、党内からの孤立をきっかけに閣議をボイコットし、内閣は崩壊に至った。元老西園寺公望は、立憲民政党内が分裂含み（後に安達は国民同盟を結党）である以上、立憲政友会に政権を任せる他なしと判断して、後継に立憲政友会総裁の犬養毅を推挙した。同年12月13日、犬養内閣が発足して高橋是清が再度大蔵大臣に就任すると、その日のうちに金輸出を禁止（前回と同じ、名目上は許可制） とする大蔵省令が出されて、同年12月17日の緊急勅令によって日本銀行券の金貨への兌換は全面的に停止されて、日本の金本位制の歴史は幕を閉じることとなった。
これによって、ドル為替が総額7億5,400万円も銀行に対して売り出された一方で、為替相場は大暴落して金解禁直前に100円＝49.38ドル（1ドル＝2.025円）で事実上固定された状態にあった相場は、半年で30ドル（1ドル＝3.333円）を割り、1年後には20ドル（1ドル＝5.000円）を割り込む事態となった。これにより外債利払い負担が増加し、対策として電力連盟というカルテルが結成された。その後、政府の介入と恐慌の小康化で1934年（昭和9年）頃には100円＝29ドル（1ドル＝3.450円）前後で安定した。この間にドルを買い占めた大銀行が莫大な利益を上げたことは明らかであり、これが国民世論における大手銀行を抱えた財閥への非難と軍部の対外進出路線への支持に転化する一因となった。こうした中で2月・3月に起こった血盟団事件は時代を象徴していた。
緊急勅令による再禁止までに流出した金は600トンにのぼるという。ただし、日銀の正貨準備額をさかのぼると被害の正確な規模が分かる。第一次世界大戦後の最高値である大正10年の21.83億円が、まだ解禁していない昭和4年末で10.72億円に落ち込んでいる。そして再禁止の昭和6年は4.69億円である。落ち込みの激しさは、関東大震災を経た期間の方が金解禁から再禁止までの間にまさる。その震災が電力会社に外債を発行させ、利払い対策に結成された電力連盟の顧問には池田がいた。